# سی‌یلو
سی‌یلو (به پرتغالی: Cielo) شرکت خدمات مالی برزیلی است، که در سال ۱۹۹۷ با مشارکت ویزا کارت و بانک‌های سانتاندر گروپ، بانکو برادسکو، سانتاندر برزیل و بانکو دو برزیل تأسیس شد و هدف از آن، راه‌اندازی یک سیستم پرداخت از کارت‌های اعتباری بود.
دفتر مرکزی این شرکت در شهر باروئری، برزیل قرار دارد و بخشی از سهام آن در بازار بورس سائوپائولو معامله می‌شود. شرکت سی‌یلو هم‌اکنون دارای بزرگترین شبکه پرداخت بانکی در آمریکای لاتین است، که ارائه‌کننده خدمات کارت‌های نقدی، کارت‌های اعتباری، همچنین مسترکارت و ویزا کارت می‌باشد.